# Sława (Pomerania Occidental)
Sława [pronunciación en polaco: /ˈswava/] (en alemán: Alt Schlage) es un pueblo ubicado en el distrito administrativo de Gmina Świdwin, dentro del Condado de Świdwin, Voivodato de Pomerania Occidental, en el norte de Polonia occidental. Se encuentra aproximadamente a 11 kilómetros al este de Świdwin y a 97 kilómetros al noreste de la capital regional Szczecin. 
Antes de 1945, el área fue parte de Alemania. Para la historia de la región, véase Historia de Pomerania.